# 孝子坊 (周宁县)
孝子坊，是位于中国福建省宁德市周宁县浦源镇浦源村的一个民国时期建筑，1989年入选周宁县第二批文物保护单位。
孝子坊建于民国9年（1920年），为褒赞当地人郑大雅替父顶罪的孝子事迹而建，坊坐西朝东，穿斗式石构架，重檐庑殿顶，四柱三门五楼，高7.2米，宽6.5米，深6米，上刻有图样及“孝阙流芳”“孝子”等楷体字样，坊柱用夹柱抱鼓石，柱上刻有对联，地上则铺以四方石板，左侧立有石碑。